# Mitten im Leben (Album)
Mitten im Leben ist das 49. und letzte veröffentlichte Studioalbum von Udo Jürgens. Es erschien am 21. Februar 2014 bei Ariola (Sony Music).

## Rezeption
Die Meinungen zu dem Album gehen auseinander. Während Laut.de der Meinung ist, dass das Album doch eher „dem Puls der Zeit um Jahre hinterher[hinke]“ und ein „durchwachsenes Werk“ darstelle, kommt SWR4 doch ins Schwärmen und meint, dass das Album alles aufbiete, was man sich von dem Sänger erhofft, wie „aktuelle, zeitkritische Lieder, intelligente Texte und einen Mix aus ruhigen und fetzigen Songs“.
Weitere Rezensionen (Auswahl):
- Schlagerportal.com
- Focus.de
- Welt.de

## Produktion
Das Album wurde von Udo Jürgens zusammen mit dem Produzenten Peter Wagner und mit einem Klassikorchester zu einem großen Teil in den Hansa Studios in Berlin aufgenommen. Weitere Produktionsorte waren Potsdam und Köln. Neben dem 80-köpfigen Sinfonieorchester und einer Big Band wirkten international bekannte Künstler wie der Violinist Julian Rachlin an der Entstehung des Albums mit.

## Titelliste
| #   | Titel                               | Länge |
| --- | ----------------------------------- | ----- |
| 1.  | Der Mann ist das Problem            | 4:21  |
| 2.  | Was ich gerne wär’ für dich         | 3:18  |
| 3.  | Alles aus Liebe                     | 3:53  |
| 4.  | Intermezzo 1 – Dieser Tag           | 0:39  |
| 5.  | Wohin geht die Liebe, wenn sie geht | 3:26  |
| 6.  | Das Leben bist du                   | 4:25  |
| 7.  | Intermezzo 2 – Unser Glück          | 0:41  |
| 8.  | Mein Ziel                           | 5:59  |
| 9.  | Die riesengroße Gier                | 4:29  |
| 10. | Intermezzo 3 – Der Augenblick       | 0:41  |
| 11. | Liebe bleibt Liebe                  | 4:22  |
| 12. | Vogel im Käfig                      | 4:09  |
| 13. | Der gläserne Mensch                 | 5:03  |
| 14. | Intermezzo 4 – Diese Lieder         | 0:39  |
| 15. | Mitten im Leben                     | 3:48  |
| 16. | Zehn nach Elf                       | 3:59  |

## Kommerzieller Erfolg

### Chartplatzierungen
| ChartsChartplatzierungen | Höchstplatzierung | Wochen |
| ------------------------ | ----------------- | ------ |
| Deutschland (GfK)        | 3 (38 Wo.)        | 38     |
| Österreich (Ö3)          | 2 (40 Wo.)        | 40     |
| Schweiz (IFPI)           | 8 (23 Wo.)        | 23     |

| ChartsJahrescharts (2014) | Platzierung |
| ------------------------- | ----------- |
| Deutschland (GfK)         | 57          |
| Österreich (Ö3)           | 17          |

### Auszeichnungen für Musikverkäufe
| Land/Region        | Auszeichnungen für Musikverkäufe (Land/Region, Auszeichnung, Verkäufe) | Verkäufe |
| ------------------ | ---------------------------------------------------------------------- | -------- |
| Deutschland (BVMI) | Gold                                                                   | 100.000  |
| Österreich (IFPI)  | 2× Platin                                                              | 30.000   |
| Insgesamt          | 1× Gold · 2× Platin ·                                                  | 130.000  |